# Torre La Buenos Aires
La Torre Patagonia (también conocida como Torre HSBC o Torre La Buenos Aires) es un edificio de oficinas en torre de estilo moderno, ubicado en la Avenida de Mayo, barrio de Monserrat, en la ciudad de Buenos Aires, Argentina.

## Historia

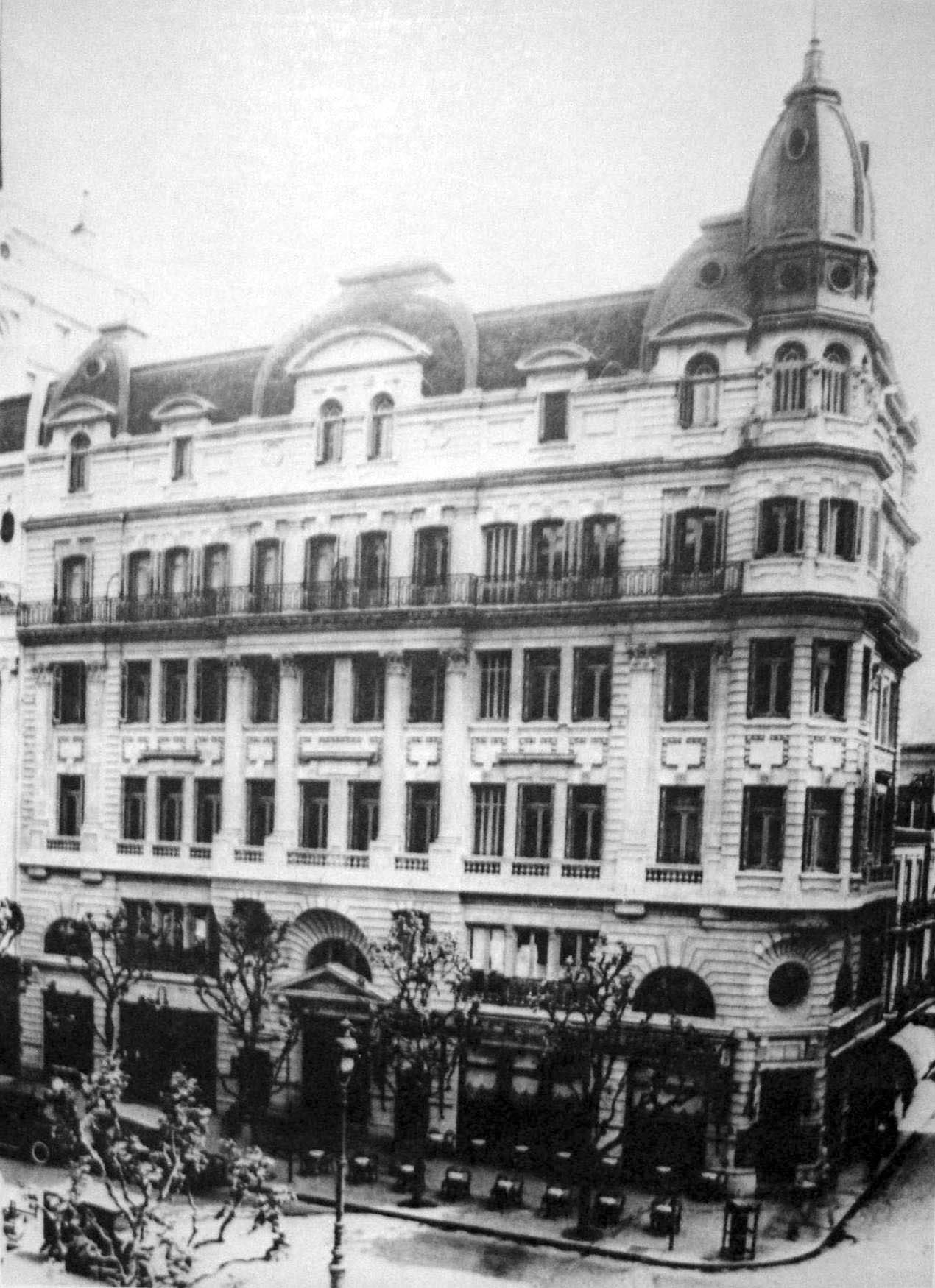
El edificio obra de Edwin Merry

En la esquina de la Avenida de Mayo y la calle Chacabuco se encontraba un edificio proyectado por el arquitecto inglés Edwin Merry, adquirido en 1900 por la compañía de seguros La Rosario. En la planta baja se abrió el Café Madrid, y más tarde el Café La Victoria.
En el terreno contiguo sobre la avenida, se terminó en 1929 el edificio del diario La Razón, proyectado por el arquitecto Carlos Nordmann. Por último, sobre la calle Chacabuco estaba el edificio donde funcionaba el almacén La Victoria, cuyo dueño (también propietario del Café Madrid) compró el contiguo en la esquina de la calle Rivadavia, para expandir su negocio.
La aseguradora La Rosario, y otra llamada La Buenos Aires fueron adquiridas en 1919 por Leng, Roberts y Compañía. En 1976 La Rosario adquirió el local sobre la calle Chacabuco, y La Buenos Aires el de la esquina de Rivadavia. Formaron una sociedad con el diario La Razón, que en 1976 terminó de mudarse a un nuevo edificio en el barrio de Barracas, y con la constructora Christiani, Nielsen y Compañía, para levantar una torre sobre los 4 terrenos que poseían. Con la quiebra de la constructora, La Rosario y La Buenos Aires pudieron adquirir en 1983 el terreno que le había pertenecido.
La torre fue proyectada por el estudio Sánchez Elía - Peralta Ramos (SEPRA), y construida entre 1984 y 1987 por Obras Civiles S.A.. Se inauguró en mayo de 1987 y alojó en sus oficinas a todas las compañías de Leng Roberts Seguros S.A., además de una sucursal del Banco Roberts en la planta baja. Posteriormente fue sede central del banco HSBC en la Argentina, que absorbió al Roberts en 1997, y abandonó la torre en 2009. También es sede de la Embajada de Israel en la Argentina, luego del atentado terrorista que destruyó su edificio original en Suipacha y Arroyo en 1992.

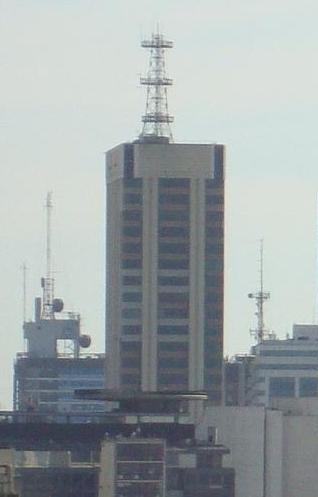
Vista desde Constitución

En 2010, la torre fue remodelada: se modificaron los colores de su fachada y su jardín de acceso, y se hicieron a nuevo los interiores, ya que el Banco Patagonia se transformó en su ocupante principal, imponiendo también su logo en el remate del edificio.
El edificio es objeto de críticas debido a que excede con creces la altura de las demás construcciones de la Avenida de Mayo, una arteria de Buenos Aires que se caracteriza por sus estilos academicista francés, art nouveau y ecléctico (europeizante), y cuyas construcciones tienen un promedio de 5 o 6 pisos. Es la edificación más alta de la avenida, superando a los Edificios Galicia y al Palacio Barolo.

## Descripción
La Torre Patagonia consta de tres subsuelos destinados a estacionamiento para 145 automóviles, planta baja de acceso y 30 pisos (28 destinados a oficinas y la sala de máquinas en el coronamiento). De los 2.000 m² que mide el terreno, el 45% está liberado y gran parte está destinada a una plaza pública con árboles, que se encuentra sin embargo cerrada luego de los incidentes de diciembre de 2001.

## Asesinato de Gustavo Benedetto

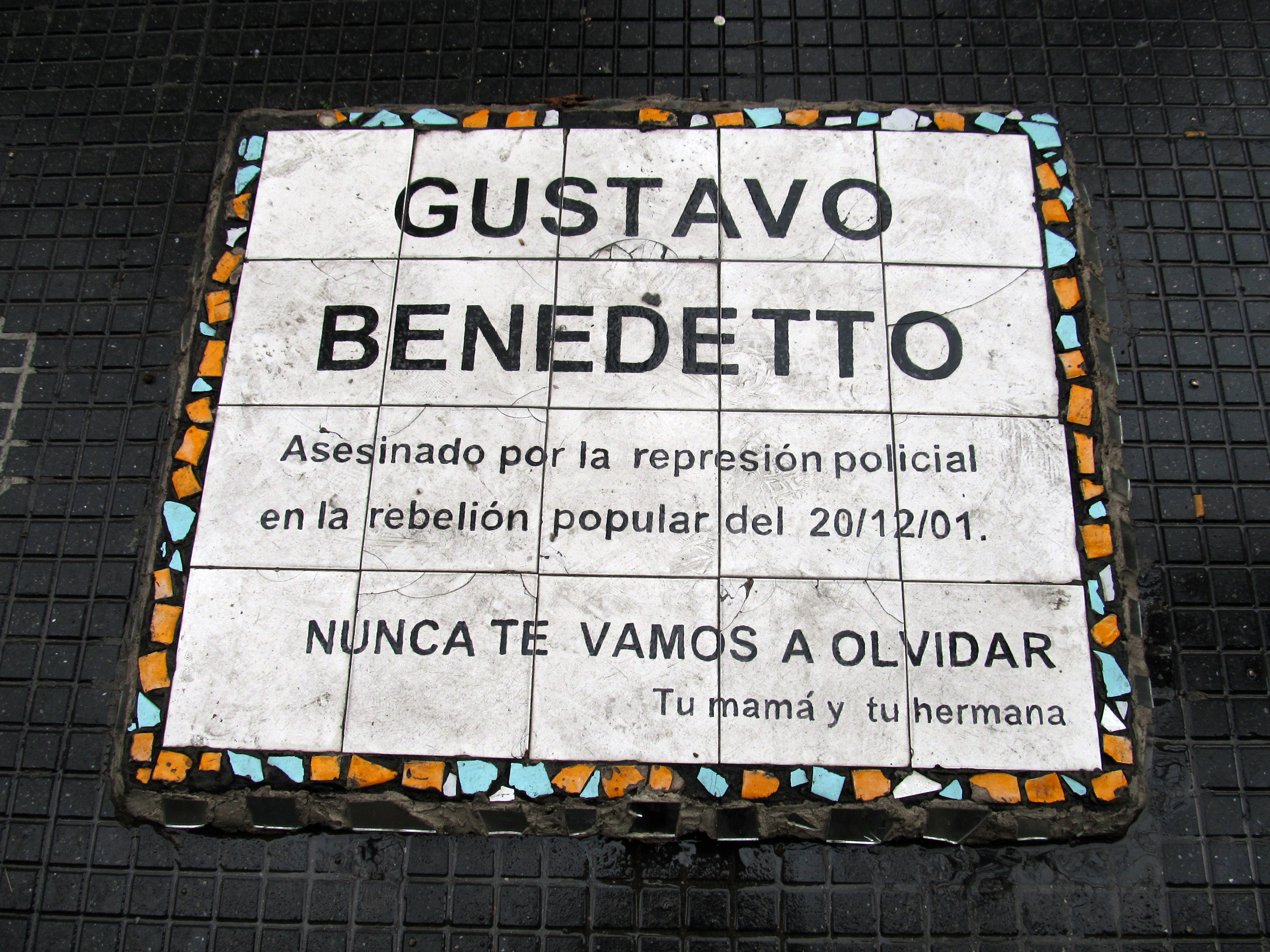
Placa que conmemora el asesinato de Gustavo Benedetto, ocurrido el 20 de diciembre de 2001, en Buenos Aires.

El 20 de diciembre de 2001 fue asesinado frente a la Torre HSBC el joven Gustavo Benedetto de 23 años, que se dirigía en una marcha hacia la Plaza de Mayo en el marco del estallido social del final del Gobierno de Fernando de la Rúa. La bala que lo mató fue disparada desde el interior del edificio, desde donde tanto personal de seguridad como civiles dispararon más de 40 balas ese día. El hecho quedó registrado por las cámaras de seguridad del banco HSBC, aunque no se pudo identificar al autor material del crimen porque el proyectil salió del cuerpo de Benedetto.

## Fuentes

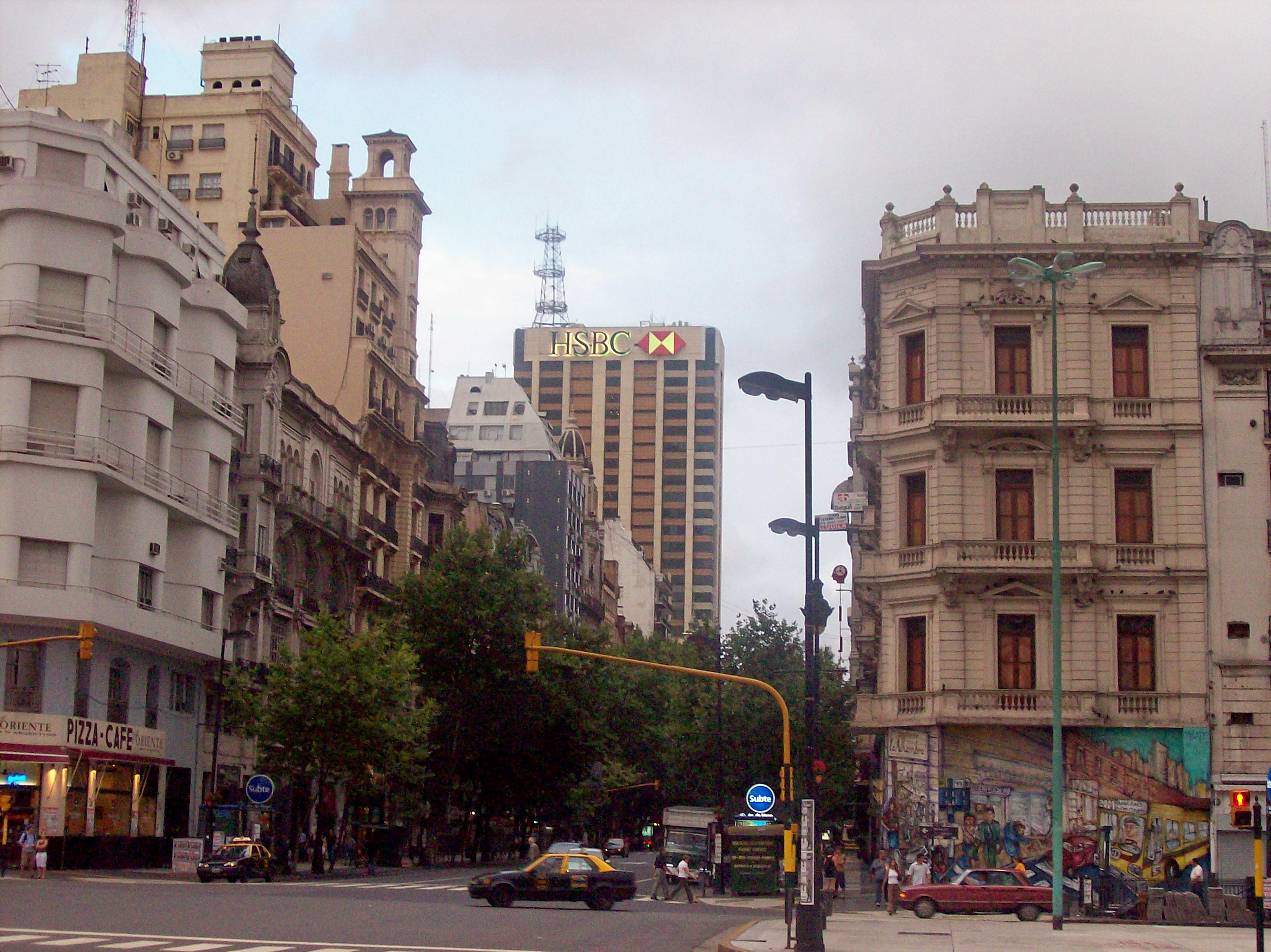
Vista desde Av. 9 de Julio.